# 静岡銀行
株式会社静岡銀行（しずおかぎんこう、英: The Shizuoka Bank, Ltd.）は、静岡県静岡市葵区に本店を置く、しずおかフィナンシャルグループ傘下の地方銀行。
日本国内の店舗展開エリアは静岡県全域のほか、東京都区部、神奈川県、愛知県、大阪市。海外ではアメリカ合衆国にニューヨーク支店とシリコンバレー駐在員事務所、ヨーロッパに欧州静岡銀行、アジアに香港支店、シンガポール支店と上海駐在員事務所を持つ。

## 概要
静岡市葵区の本店（本社）のほか、本部機構を清水区に置く。通称は静銀（しずぎん）。静岡県、静岡市、浜松市の指定金融機関である。
邦銀トップレベルの盤石な財務体質から、トップレベルの信用格付けを取得している。自己資本比率は2012年（平成24年）3月末時点で17.49%と、三菱UFJフィナンシャル・グループ（14.91%）やみずほフィナンシャルグループ（15.50%）、三井住友フィナンシャルグループ（16.93%）を上回っている（いずれも数値は連結、国際基準による）。
バブル期に不動産・開発融資を自制したことや、経営のあらゆる局面において漫然とした取引を戒め、質素倹約を重んじる行風から、通称をもじって揶揄的に「シブ銀」とも評される。静岡県以外や日本国外にも店舗展開しており、ニューヨーク、ブリュッセル、香港などに拠点を有する。三菱UFJ銀行の親密地銀である。その中でも、三菱UFJから見て特に重要度の高い銀行の情報交換・親睦が行われる火曜会のメンバー行である。
2014年4月2日、マネックスグループの株式をオリックスから取得した上で持分法適用会社としたほか、翌2015年10月21日には、コモンズ投信に3億円出資し、同様に持ち分法適用会社とした。
なお、静岡銀行の基盤は、戦前の一県一行主義の下、県下の銀行の集約により、実現したものであるが、一旦合併で合意していた駿州銀行（現在の清水銀行）は合併直前に白紙撤回され、駿河銀行（現在のスルガ銀行）は、一貫して合併を拒否し続けたため、静岡県は、戦時下においても3行が鼎立し続けた稀な例となっている。

## 沿革[11]
- 1877年（明治10年）12月 - 静岡第三十五国立銀行設立。
- 1878年（明治11年）5月 - 静岡第三十五国立銀行開業。
- 1897年（明治30年）7月 - 私立銀行に転換し、三十五銀行設立。
- 1920年（大正9年）
  - 3月 -遠江銀行設立。
  - 6月 - 遠州銀行が資産銀行と西遠銀行を吸収合併。
- 1937年（昭和12年）3月 - 三十五銀行と(旧)静岡銀行が合併し、静岡三十五銀行が設立。
- 1943年（昭和18年）
  - 3月1日 - 静岡三十五銀行と遠州銀行が合併し、静岡銀行が設立[12]。
  - 6月1日 - 伊豆銀行、榛原銀行、浜松銀行を合併。
  - 12月1日 - 伊豆貯蓄銀行、静岡貯蓄銀行、浜松貯蓄銀行を合併。
- 1944年（昭和19年）12月1日 - 浦川銀行を合併。
- 1945年（昭和20年）4月1日 - 浜松市信用組合を合併。
- 1961年（昭和36年）10月 - 東京証券取引所第一部に上場[12]（証券コードは8355）。
- 1983年（昭和58年）4月 - ディーシーカードと共同で静銀ディーシーカード（のちの静銀カード）を設立。
- 1985年（昭和60年）2月 - ロスアンゼルス支店開設[12]。
- 1989年（平成元年）6月 - ニューヨーク支店開設[12]。
- 1991年（平成3年）1月 - 香港支店開設[12]。
- 2000年（平成12年）9月 - 静岡県内JA、信用金庫とのCD・ATM利用手数料無料化で提携開始した。
- 2000年（平成12年）12月 - 東京三菱銀行グループ（当時）と共同で静銀ティーエム証券設立（TMは“Tokyo-Mitsubishi”）。
- 2001年（平成13年）9月11日 - ニューヨーク支店がアメリカ同時多発テロ事件に遭遇。
- 2002年（平成14年）5月 - ISO14001認証取得。
- 2004年（平成16年）2月23日 - 旧相模原支店（小田急相模原駅前だが住所表記は座間市）の支店名を相模大野支店と改称、旧スルガ銀行相模大野支店跡地に相模大野支店として移転。
- 2005年（平成17年）
  - 3月 - 港北ニュータウン支店開設。
  - 6月 - 欧州静岡銀行を引受主幹事、静銀ティーエム証券を売出人として地方銀行としては初めて世界銀行債の引受を開始[注 2]。
  - 9月 - 西焼津支店開設。
  - - イトーヨーカドーやイオンが出店する神奈川県大和市の大和オークシティに大和支店開設[注 3]。
  - - 神奈川県横浜市のJR横浜駅西口STビル1階に横浜支店を移転。
- 2006年（平成18年）
  - 3月 - ICキャッシュ+クレジット一体型カード「joyca（ジョイカ）」を発行開始。銀行本体がディーシーカードのフランチャイジーとなる。
  - 10月16日 - 神奈川県厚木市に厚木支店開設。
- 2007年（平成19年）7月31日 - インターネットバンキング支店である静岡銀行インターネット支店を開設。
- 2013年（平成25年） 
  - 10月15日 - 東京支店を「東京営業部」に改称し、丸の内北口ビル4階に移転。
  - 11月28日 - 横浜市戸塚区に戸塚支店を開設。
- 2014年（平成26年）
  - 1月28日 - 千葉銀行、福岡銀行など大手地銀9行と地域再生・活性化ネットワークに関する協定書を締結[13][14]。
  - 4月2日 - マネックスグループの株式をオリックスから取得。マネックスグループと資本業務提携を締結。
  - 4月23日 - 神奈川県川崎市高津区溝口に溝ノ口支店を開設。
  - 9月9日 - 神奈川県相模原市緑区に橋本支店を開設。
- 2015年（平成27年）
  - 1月 - 新本部棟「しずぎん本部タワー」が竣工[15][16]。
  - 8月25日 - マネーフォワードと資本業務提携を締結[17][18]。
  - 10月21日 - コモンズ投信を持ち分法適用会社化。
- 2016年（平成28年） 
  - 8月29日 - リノベるとリノベーションに特化した金融商品の開発を目指して業務提携を締結[19]。
- 2017年（平成29年）
  - 12月13日　川崎支店（神奈川県川崎市川崎区）を開設。
- 2018年（平成30年）
  - 3月20日 - みずほフィナンシャルグループとの間で個人向け業務などで提携すると発表[20]。
  - 3月28日 - 綱島支店（横浜市港北区）を開設[21]。
- 2020年（令和2年）
  - 2月25日 - 横浜支店・横浜ローンセンターを横浜スカイビル内に移転[注 4][22]。
  - 4月1日 - この日より静岡県内信用金庫ATM利用時の手数料を全時間帯、有料とした[23]。
  - 9月11日 -取引先企業の人事や業務デジタル化を支援するため、キャスター（宮崎県西都市）と連携協定[24]。
  - 10月29日 - 山梨中央銀行と店舗や事務の共同化を盛り込んだ業務提携（静岡・山梨アライアンス）を締結[25]。
- 2021年（令和3年）
  - 9月22日 - 秦野支店（神奈川県秦野市）を出店。
- 2022年（令和4年）
  - 4月27日 - 名古屋銀行との間で取引先支援での協業、一部システムや事務部門の共同化、相互出資を盛り込んだ包括業務提携（静岡・名古屋アライアンス）を行うと発表[26][27]。
  - 9月29日 - 東京証券取引所プライム市場上場廃止。
  - 10月3日 - 単独株式移転により株式会社しずおかフィナンシャルグループを設立し、持株会社体制へ移行[28]。
- 2023年（令和5年）
  - 2月20日 - この日よりセブン銀行ATM利用時の手数料を全時間帯、有料とした[29]。
  - 4月3日 - ジェーシービー（JCB）とフランチャイズ契約を締結。JCBブランドの加盟店関連事業を開始。
  - 8月1日 - 関連会社の静銀ディーシーカードが静銀カード株式会社に社名変更し、同日よりJCB法人カードの募集開始。
- 2024年（令和6年）
  - 4月1日 - この日より名古屋銀行とのATMの相互利用無料化提携を開始した[30]。
  - 5月20日 - 白楽支店を港北区新横浜に移転の上、新横浜支店に改称。
  - 6月3日 - JCBブランドの銀行本体発行型クレジットカード「joyca J（ジョイカ ジェイ）」を発行開始。
  - 7月8日 - 新宿支店・新宿ローンセンターを新宿アイランドウイング内へ移転[注 5]。
- 2025年（令和7年）
  - 3月27日 - 八十二銀行と業務提携し、山梨中央銀行との3行で「富士山・アルプス アライアンス」を締結[31]。

## 関係会社

### 連結子会社
- 欧州静岡銀行（Shizuoka Bank (Europe) S.A.）
- 静銀総合サービス株式会社
- 静銀モーゲージサービス株式会社
- 静銀ビジネスクリエイト株式会社
- 静銀ITソリューション株式会社
- 静銀信用保証株式会社
- 静銀カード株式会社
- 静銀ティーエム証券株式会社
- しずぎんハートフル株式会社
- Shizuoka Liquidity Reserve Limited

### 持分法適用関連会社
- 静銀セゾンカード株式会社
- コモンズ投信株式会社

## 三菱UFJフィナンシャルグループとの関係
クレジットカード事業では静銀ディーシーカード、証券業では静銀ティーエム証券を子会社として共同設立している。また最近では、三菱UFJファクターと提携し、保証ファクタリングの仲介を取り扱いを開始した。
一時は縮小を決めた名古屋地区での営業を、中京圏の高い景況感から見直す姿勢に転換しており、静銀とともに旧三菱銀行の親密行である愛知銀行とATMの手数料無料提携や法人向けセミナーを共催するなど協調の体制がある。

## アメリカ同時多発テロ事件
静岡銀行ニューヨーク支店は、アメリカ同時多発テロ事件で1機目の航空機が94階から98階に突入したニューヨーク世界貿易センタービルノースタワー（1WTC）の80階に入居していた。日本から派遣された行員6名と現地採用の行員4名全員、無事脱出に成功した。航空機の衝突による衝撃を大地震と認識した支店長が、国内で行っていた避難訓練にならい、いちはやく避難を指示したためと言われている。同支店は現在、マンハッタン島の別の場所に移転して営業を行っている。

## 情報処理システム
静岡銀の勘定系システムは、現在は自行による単独での運営とされているが、2014年1月、日立製作所が開発にあたっている次世代オープン勘定系パッケージを採用することを明らかにした。また同時に、統合情報処理系システムは富士通が構築にあたっているものを採用するとしている。両システムとも2017年度中の稼働を予定するとしていたが、2度にわたって延期され、2018年4月20日には2020年度中の稼働を目標とした。

## 店舗
神奈川県の東海道線沿線の駅前には、横浜銀行と静岡銀行の支店が至近地に設置されているケースが散見される。一方で横浜銀行の店舗は、過去に熱海支店が出店されていたものの、現在は静岡県内には出店されていない。
- 東海道線沿線（神奈川）の静岡銀行の支店
  - 大船支店（JR東海道線・横須賀線・根岸線・湘南モノレール大船駅）
  - 小田原支店（JR東海道線・JR東海道新幹線・小田急小田原線・伊豆箱根鉄道大雄山線小田原駅）
  - 辻堂支店（JR東海道線辻堂駅）
  - 戸塚支店（JR東海道線戸塚駅）
  - 平塚支店（JR東海道線平塚駅）
  - 藤沢支店（JR東海道線・小田急江ノ島線・江ノ島電鉄藤沢駅）
  - 横浜支店（JR東海道線・横須賀線・根岸線・横浜市営地下鉄・相鉄線・京浜急行電鉄・東急東横線横浜駅）
  - 川崎支店（JR東海道線）川崎駅

- 東海道線沿線以外の静岡銀行の支店
  - 厚木支店（小田急小田原線本厚木駅）
  - 相模大野支店（小田急小田原線相模大野駅）
  - 中山支店（JR横浜線中山駅）
  - 大和支店（小田急江ノ島線鶴間駅）
  - 湘南台支店（小田急江ノ島線・相鉄いずみ野線・横浜市営地下鉄ブルーライン湘南台駅）
  - 港北ニュータウン支店（横浜市営地下鉄センター南駅）
  - 綱島支店（東急東横線綱島駅）
  - 新横浜支店（JR東海道新幹線・横浜線・横浜市営地下鉄ブルーライン・東急新横浜線・相鉄新横浜線新横浜駅）[36][37]。
  - 溝ノ口支店（東急田園都市線溝の口駅、JR南武線武蔵溝ノ口駅）
  - 橋本支店（JR横浜線・京王相模原線橋本駅）
  - 秦野支店（小田急小田原線秦野駅）

- かつてあった支店
  - 瀬谷支店 （相鉄線瀬谷駅）支店跡地は時間貸駐車場に‐つい最近までは店舗外クイックコーナー（現金自動入出金機）が相鉄ローゼン瀬谷店内に有ったが、相鉄瀬谷駅の改良工事の為閉鎖された。
  - さがみ野支店（相鉄線さがみ野駅）現在は住宅地になっている。
  - 相模原支店（小田急小田原線小田急相模原駅。住所は座間市）現在はマンションになっている。
  - 保土ヶ谷支店（JR横須賀線保土ケ谷駅）
  - 白楽支店（新横浜支店に移転改称。店舗跡は新横浜支店管轄のATMコーナーとして存続[38]）

一方の愛知県には政令指定都市である名古屋市と豊橋市のみに支店やATMコーナーを設置しており、閉鎖した店舗も存在した。しかしながら、同県内での店舗やATMコーナーの数は静岡県に本店を置く銀行の中では最も多い。また、愛知県の金融機関との預金引出手数料無料提携は、前述の愛知銀行の他豊橋信用金庫とも結んでいる。
- 愛知県内の支店
  - 名古屋支店
  - 大曽根支店
  - 豊橋支店

- かつてあった支店
  - 上社支店[注 7]
  - 新瑞橋支店
  - 日比野支店
  - 名古屋鳴子支店
  - 栄生支店
  - 蒲郡支店
  - 東田支店（現・豊橋信用金庫東田支店。松坂屋豊橋ショップ閉店まで入口横にATMが設置されていた。）
  - 豊橋南支店（現在はホリデイ・スクエア駐車場。ATMがドン・キホーテ豊橋店内にある。）
  - 豊川支店
  - 岡崎支店
  - 納屋橋支店

- 大阪府内の支店
  - 大阪支店
  - あびこ支店（廃店）

- 東京都内の支店
  - 東京営業部
  - 新宿支店
  - 大井町支店
  - 銀座支店（廃店）
  - 池袋支店（廃店）
  - 日本橋支店（廃店）

## 東海地震警戒宣言発令時に業務を停止する支店など
東海地震の警戒宣言発令時に避難対象地域内の店舗など危険が予測される静岡県内の62ある有人支店・出張所の
全ての窓口業務及び指定地域内の店舗外ATMコーナーの営業を全て停止する事を銀行側で別途定めている。業務停止する支店など
詳細についてはパソコン版のホームページに別掲扱で掲載されているので容易に確認する事が可能となっている。
また、銀行が支店の建替えや新規出店する場合に、銀行独自の基準で建物の強化基準を定めている。これは地元である静岡県内全域が東海地震の警戒地区に入るため、現在適用されている建築基準法の基準より約1.5倍の強度を高め、万一強い地震が来た場合でも建物（支店）が倒壊しない様設計基準を設けている。また、ほぼ全ての支店・出張所の店頭へ頭部保護用ヘルメットを若干数ではあるもの用意されている。

## 文化財
静岡銀行の前身である静岡三十五銀行と遠州銀行の本店は、浜松出身の建築家・中村與資平によって設計され、現存している。
- 静岡銀行本店（旧 静岡三十五銀行本店）- 1931年に建造、1998年に国の登録有形文化財に登録[39]。
- 静岡銀行浜松営業部（旧 遠州銀行本店）- 1928年に建造、2005年に浜松市指定有形文化財に指定。

### 注
1. ↑  静岡市は清水銀行と隔年で指定金融機関を交替するため、西暦の奇数年度のみ。
2. ↑  静岡銀行本体も証券仲介業務として取り次ぐことでグループ内で完結する販売体制が整った。
3. ↑  神奈川県横浜市瀬谷区の旧瀬谷支店と海老名市の旧さがみ野支店を統合・廃止し大和支店を開店。
4. ↑  窓口は22階、ATMは22階と地下2階に設置されている。
5. ↑  窓口は9階、ATMは9階と1階に設置されている。
6. ↑  2018年に、このシステムを基盤とする新システムの稼働を京葉銀行も予定している。
7. ↑  上社支店があった場所は、現在ヴィレッヂヴァンガードの本社となっている。
8. ↑  平成24年9月24日時点、静岡県内の指定している有人支店・出張所は62か店ある。
9. ↑  ただし一部テナントビル等に入居する支店は除く。
10. ↑  この措置は、東日本大震災の影響もあり、改めて店頭へ配備した物と思われる。